# Municipio de White Oak (condado de Carteret)
El municipio de White Oak (en inglés: White Oak Township) es un municipio ubicado en el  condado de Carteret en el estado estadounidense de Carolina del Norte. En el año 2010 tenía una población de 12.942 habitantes.

## Geografía
El municipio de White Oak se encuentra ubicado en las coordenadas 34°42′22.58″N 77°2′28.81″O / 34.7062722, -77.0413361.